# Systemanalys
Systemanalys (eller systemsyn) är en analys av komplexa system som kan användas som beslutsunderlag. Man kan titta på allt från tillverkningssystem till ekologiska system. Avsikten med en systemanalys är att man ska fastställa hur de resurser man har ska utnyttjas på ett så bra sätt som möjligt så att målen med ingreppet ska uppfyllas. Man måste avgränsa systemet, det vill säga att man klargör vad som kan påverkas och vad som inte kan påverkas.